# Независни учесници на Летњим олимпијским играма 2000.
Четири индивидуална спортиста из Источног Тимора су се такмичили на Летњим олимпијским играма одржаним у Сиднеју, Аустралија 2000. године као Индивидуални олимпијци.

## Резултати по спортовима
| Спорт    | Спортска дисциплина | Име              | Резултат                                                |
| -------- | ------------------- | ---------------- | ------------------------------------------------------- |
| Атлетика | Маратон, мушки      | Калисто да Коста | Време: 2:33:11 (→ 71)                                   |
| Атлетика | Маратон, женски     | Аквида Амарал    | Време: 3:10:55 (→ 43)                                   |
| Бокс     | Лака категорија     | Виктор Рамос     | 1 круг: изгубио Гана Рејмонд Нар (није се квалификовао) |

### Дизање тегова
Мушки
| Спортиста         | Спортска дисциплина | Трзај | Трзај | Трзај | Избачај | Избачај | Избачај | Укупно | Позиција |
| Спортиста         | Спортска дисциплина | 1     | 2     | 3     | 1       | 2       | 3       | Укупно | Позиција |
| ----------------- | ------------------- | ----- | ----- | ----- | ------- | ------- | ------- | ------ | -------- |
| Мартињо де Араујо | - 56 кг             | 65,0  | 65,0  | 67,5  | 85,0    | 90,0    | 95,0    | 157,5  | 20       |